# Rogeria sublevinodis
Rogeria sublevinodis é uma espécie de formiga do gênero Rogeria, pertencente à subfamília Myrmicinae.